# Bosch Spark Plug Grand Prix 2000
Bosch Spark Plug Grand Prix 2000 var ett race som var den femte deltävlingen i CART World Series 2000. Racet kördes den 27 maj på Nazareth Speedway i Nazareth, Pennsylvania, USA. Gil de Ferran tog sin första seger för Marlboro Team Penske i det 225 varv långa racet. Maurício Gugelmin och Kenny Bräck var övriga förare på podiet. Paul Tracys mästerskapsledning krympte något, men en tiondeplats räckte för att alltjämt inneha en stabil sammanlagd ledning. Ett orosmoln var att bara 23 bilar kom till start, sedan Takuya Kurosawas anmälan dragits tillbaka, en siffra nästan otänkbar något år tidigare.

## Slutresultat
| Plats | Förare               | Team                     | Grid | Kvaltid |
| ----- | -------------------- | ------------------------ | ---- | ------- |
| 1     | Gil de Ferran        | Marlboro Team Penske     | 5    | 19,391  |
| 2     | Maurício Gugelmin    | PacWest Racing           | 12   | 19,656  |
| 3     | Kenny Bräck          | Team Rahal               | 6    | 19,409  |
| 4     | Juan Pablo Montoya   | Chip Ganassi Racing      | 1    | 19,255  |
| 5     | Adrián Fernández     | Patrick Racing           | 9    | 19,552  |
| 6     | Michael Andretti     | Newman/Haas Racing       | 15   | 19,755  |
| 7     | Jimmy Vasser         | Chip Ganassi Racing      | 11   | 19,558  |
| 8     | Tony Kanaan          | Mo Nunn Racing           | 8    | 19,498  |
| 9     | Oriol Servià         | PPI Motorsports          | 18   | 19,933  |
| 10    | Paul Tracy           | Team KOOL Green          | 4    | 19,362  |
| 11    | Christian Fittipaldi | Newman/Haas Racing       | 2    | 19,306  |
| 12    | Tarso Marques        | Dale Coyne Racing        | 23   | -       |
| 13    | Cristiano da Matta   | PPI Motorsports          | 20   | 20,075  |
| 14    | Roberto Moreno       | Patrick Racing           | 7    | 19,417  |
| 15    | Luiz Garcia Jr.      | Arciero Racing           | 24   | -       |
| 16    | Hélio Castroneves    | Marlboro Team Penske     | 3    | 19,359  |
| 17    | Mark Blundell        | PacWest Racing           | 19   | 19,969  |
| 18    | Michel Jourdain Jr.  | Bettenhausen Motorsports | 21   | 20,083  |
| 19    | Alex Tagliani        | Forsythe Racing          | 13   | 19,695  |
| 20    | Norberto Fontana     | Della Penna Motorsports  | 22   | 20,741  |
| 21    | Patrick Carpentier   | Forsythe Racing          | 10   | 19,554  |
| 22    | Max Papis            | Team Rahal               | 16   | 19,844  |
| 23    | Dario Franchitti     | Team KOOL Green          | 14   | 19,685  |
| 24    | Takuya Kurosawa      | Dale Coyne Racing        | 17   | 19,901  |